# Onsdagstjärnen, Lappland
Onsdagstjärnen är en sjö i Lycksele kommun i Lappland och ingår i Öreälvens huvudavrinningsområde.